# Nathan Delfouneso
Nathan Abayomi Delfouneso, född 2 februari 1991 i Tyseley i Birmingham, är en engelsk professionell fotbollsspelare som spelar för AFC Fylde.

## Karriär
Delfouneso gjorde sin debut för Aston Villas reservlag i mars 2007, bara en månad efter att han fyllt 16 år.
Den 6 augusti 2020 värvades Delfouneso av Bolton Wanderers, där han skrev på ett tvåårskontrakt. Den 31 januari 2022 lånades Delfouneso ut till League Two-klubben Bradford City på ett låneavtal över resten av säasongen 2021/2022.
Den 20 september 2022 skrev Delfouneso på ett korttidskontrakt med League One-klubben Accrington Stanley. Den 20 januari 2023 lämnade han klubben. Den 18 mars 2023 skrev Delfouneso på ett korttidskontrakt med National League North-klubben AFC Fylde. Dagen efter debuterade han och gjorde matchens enda mål i en 1–0-vinst över Alfreton Town.